# Oonops mahnerti
Oonops mahnerti là một loài nhện trong họ Oonopidae.
Loài này thuộc chi Oonops. Oonops mahnerti được miêu tả năm 1974 bởi Brignoli.